# Гурьян, Татул
Гурьян Татул при рождении Гурьян Хачатрян  (арм.Թաթուլ Հուրյան; 4 июля 1912, сел. Теджрлу Сурмалинский уезд, Кавказское наместничество – 21 июня 1942, Севастополь) – армянский советский поэт.  Член Союза писателей СССР с 1934 года. Член КПСС с 1940 года. 

## Биография
Из крестьян. Окончил литературный факультет Московского редакционно-издательского института (1931). Работал в Баку.
В советские годы обвинялся в национализме, из-за чего покинул Баку и переехал в Арцах. После начала Отечественной войны был мобилизован и отправлен на фронт.
Печататься начал в 1929 году . Первый сборник стихов «Кровь земли» опубликовал в 1932 г. Основные мотивы поэзии автора героические будни, труд, думы и чаяния советских людей (сборник «Рост», 1934; поэма «Днепр», 1933; «Поэмы», 1941). 
Окончил Московский редакционный издательский институт в 1931 году. 
В 1933 г. побывал в Украине, тогда же опубликовал поэму («Днепр») — о трудовом энтузиазме строителей Днепрогэса. Украине посвящен его стих про Тараса Шевченко под названием "На баррикадах". 
На русский язык некоторые его стихи перевёл В.Баласан.
В годы Великой Отечественной войны печатал боевые патриотические стихи (цикл «Севастополь», 1942) на страницах фронтовых газет. Написал поэму «Саят-Нова», историческую драму «Фрик». 

Погиб при обороне Севастополя.
"Он жил с безграничной верой в нашу победу и так пал геройски на поле битвы"- сказал о нем писатель Михайл Лезинский.
Посмертно награжден орденом Красной Звезды.
Был одним из основателей и первых членов Арцахского литературного объединения. Получил поддержку и высокую оценку Егише Чаренца.